# Cogito ergo sum

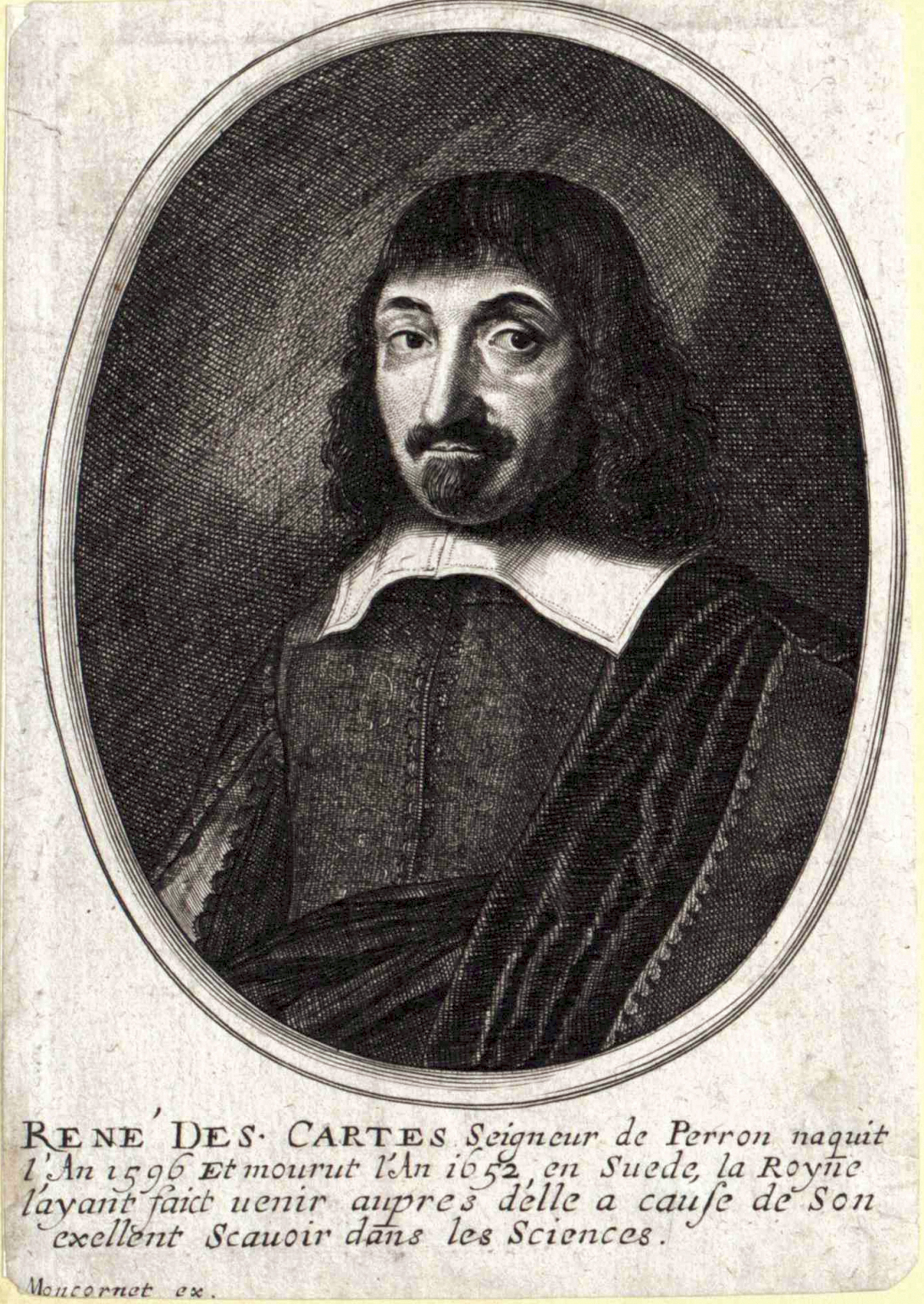
Ritratto di Cartesio

La locuzione latina cogito ergo sum, che significa letteralmente «penso dunque sono», è la formula con cui Cartesio esprime la certezza indubitabile che l'uomo ha di se stesso in quanto soggetto pensante.

## Il percorso delcogito
Cartesio vi perviene mosso dalla ricerca di un metodo che dia la possibilità all'uomo di distinguere il vero dal falso, non soltanto per un fine strettamente speculativo, ma anche in vista di un'applicazione pratica nella vita. Per scoprire tale metodo, il filosofo francese adotta un procedimento di critica totale della conoscenza, il cosiddetto dubbio metodico, consistente nel mettere in dubbio ogni affermazione, ritenendola almeno inizialmente falsa, nel tentativo di scoprire dei principi ultimi o delle massime che risultino invece indubitabili e su cui basare poi tutta la conoscenza.
Cartesio sostiene che nemmeno le scienze matematiche, apparentemente certe, possono sottrarsi a tale scetticismo metodologico: non avendo una conoscenza precisa e sicura della nostra origine e del mondo che ci circonda, si può ipotizzare l'esistenza di un "genio maligno" che continuamente ci inganni su tutto, anche su di esse. Si giunge così al dubbio iperbolico, estremizzazione limite del dubbio metodico.
A prima vista, quindi, per l'uomo non c'è alcuna certezza. Eppure, quand'anche il "genio maligno" ingannasse l'uomo su tutto, non può impedire che, per essere ingannato, l'uomo deve esistere in qualche modo. Non è certo detto che l'uomo esista come corpo materiale, perché egli non sa ancora nulla della materia. Ma l'uomo è sicuro di esistere in quanto è un soggetto che dubita, e quindi pensa. Cogitare in latino significa «pensare»: l'uomo perciò esiste perlomeno come sostanza pensante o res cogitans.
Cartesio perviene a questa certezza perché, pur provando a dubitare di tutti i suoi pensieri, si accorge che il dubitare di pensare è ancora un pensare: l'atto di supporre che io possa ingannarmi coincide infatti con l'io che verrebbe ingannato, c'è quindi una perfetta identità tra conoscente e conosciuto. Poiché il dubbio scettico dubitava che all'idea corrispondesse la realtà, cioè l'oggetto pensato, ora questo dubbio non ha più motivo di esistere, perché Cartesio ritiene di aver dimostrato una volta per tutte che quando si ha un'idea evidente questa corrisponderà necessariamente alla realtà: appunto come accade con il cogito ergo sum. È una dimostrazione, questa di Cartesio, che tuttavia sarà sottoposta a numerose contestazioni da parte dei suoi critici.

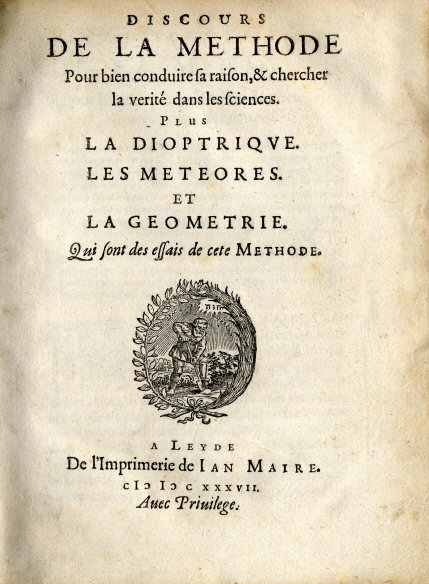
Frontespizio della prima edizione del Discorso sul metodo, in cui Cartesio enuncia la formula del "cogito"

In realtà si tratta solo di un'intuizione e non di un ragionamento dimostrativo vero e proprio: infatti, come spiega Cartesio stesso, il significato dell'ergo differisce da quello assunto dal vocabolo in questione nei sillogismi; il suo non è un ragionamento che parte da premesse per arrivare a concludere qualcosa perché questo richiederebbe un preventivo accertamento della veridicità delle premesse. L'ergo qui va inteso come una sorta di esclamazione per sottolineare la scoperta appena fatta: "io penso" ed "io sono" sono oggetto di un unico atto di conoscenza e quindi costituiscono una certezza unitaria, ovvero il fatto di pensare significa immediatamente il fatto di esistere.
(Discorso sul metodo, Laterza, Roma-Bari, 2004)

## Implicazioni delcogito
Con il cogito ergo sum Cartesio sembra in parte rifarsi alla filosofia di Agostino e alla sua affermazione Si fallor sum (Se sbaglio esisto), ma in realtà ne capovolge radicalmente la prospettiva: per Agostino, infatti, il dubbio era espressione della verità, e significava che io ho la capacità di dubitare solo in quanto c'è una Verità che mi trascende e rende possibile il mio pensiero.
Cartesio invece, che tiene lui stesso a sottolineare la differenza col metodo agostiniano, intende affermare che è la verità a scaturire dal dubbio, non viceversa. Il fatto di dubitare, cioè, è la condizione che mi permette di dedurre l'essere o la verità. Solo così il dubbio può diventare "metodico": arrivando a giustificarsi da sé, e non sulla base di una verità ad esso pregressa, il dubbio stesso si assume il compito di distinguere il vero dal falso.
In tal modo, però, il cogito diventava incapace di aprirsi ad una dimensione trascendente: l'identità di pensante e pensato non serve a ricondurre ad un fondamento ontologico situato al di là di essa, ma si esaurisce nella propria autocoscienza, giustificandosi da sola. Sarà per rimediare a queste difficoltà, e scongiurare così la caduta nel solipsismo, che Cartesio giungerà ad elaborare tre prove ontologiche dell'esistenza di Dio, il quale si renderebbe garante del metodo in virtù del fatto che Egli «non può ingannarci».
Il cogito cartesiano fu tuttavia contestato da vari suoi contemporanei. Ad esempio Giambattista Vico rimproverava a Cartesio di aver identificato tutto l'essere con la propria realtà interiore, riducendo l'ontologia ad una mera conseguenza dei suoi pensieri, e affermando se stesso come la realtà assoluta. Secondo Vico, invece, qualcosa diventa reale solo quando si fa storia, sulla base del modo specifico che ha l'uomo di esistere e di estrinsecare le Idee divine nel mondo. Vico si rifà in proposito all'antica distinzione tra essere ed esistere, in virtù della quale Cartesio non avrebbe potuto affermare «penso dunque sono», bensì «penso dunque esisto»: in altri termini, il suo cogito ha un valore relativo e non assoluto.
Estimatore di Cartesio sarà invece Hegel, il quale, salutandolo come l'iniziatore del pensiero moderno dopo secoli di filosofia presunta "misticheggiante", dirà di lui: «Qui possiamo dire che siamo a casa e, come il navigante dopo una lunga peripezia su un mare tumultuoso, possiamo gridare "Terra!"».
Altri interpreti, ad esempio Emmanuel Lévinas, sottolineano come nel cogito cartesiano vi sia una preminenza del soggetto sull'oggetto, che sarebbe allora incompatibile con la loro presunta identificazione: la dimostrazione cartesiana di una corrispondenza del soggetto pensante con l'oggetto pensato avviene tutta all'interno del soggetto stesso, quindi non atterrebbe alla sfera sicura dell'oggettività, ma a quella evanescente della soggettività.
In un articolo del 1962 il logico Jaakko Hintikka ha sostenuto come il cogito ergo sum possa essere considerato un atto performativo.
Un ribaltamento ironico, ma solo apparentemente innocuo, della prospettiva cartesiana si ritrova nella rielaborazione della sua famosa locuzione in «penso, dunque Cartesio esiste» espressa dal disegnatore Saul Steinberg (1914–1999).